# Cealîc
Cealîc è un comune della Moldavia situato nel distretto di Taraclia di 1.003 abitanti al censimento del 2004.

## Località
Il comune è formato dall'insieme delle seguenti località (popolazione 2004):
- Cealîc (512 abitanti)
- Cortenul Nou (222 abitanti)
- Samurza (269 abitanti)